# Chimonocalamus longispiculatus
Chimonocalamus longispiculatus är en gräsart som beskrevs av Radha Binod Majumdar. Chimonocalamus longispiculatus ingår i släktet Chimonocalamus och familjen gräs.
Artens utbredningsområde är Arunachal Pradesh. Inga underarter finns listade i Catalogue of Life.